# Orizzonte

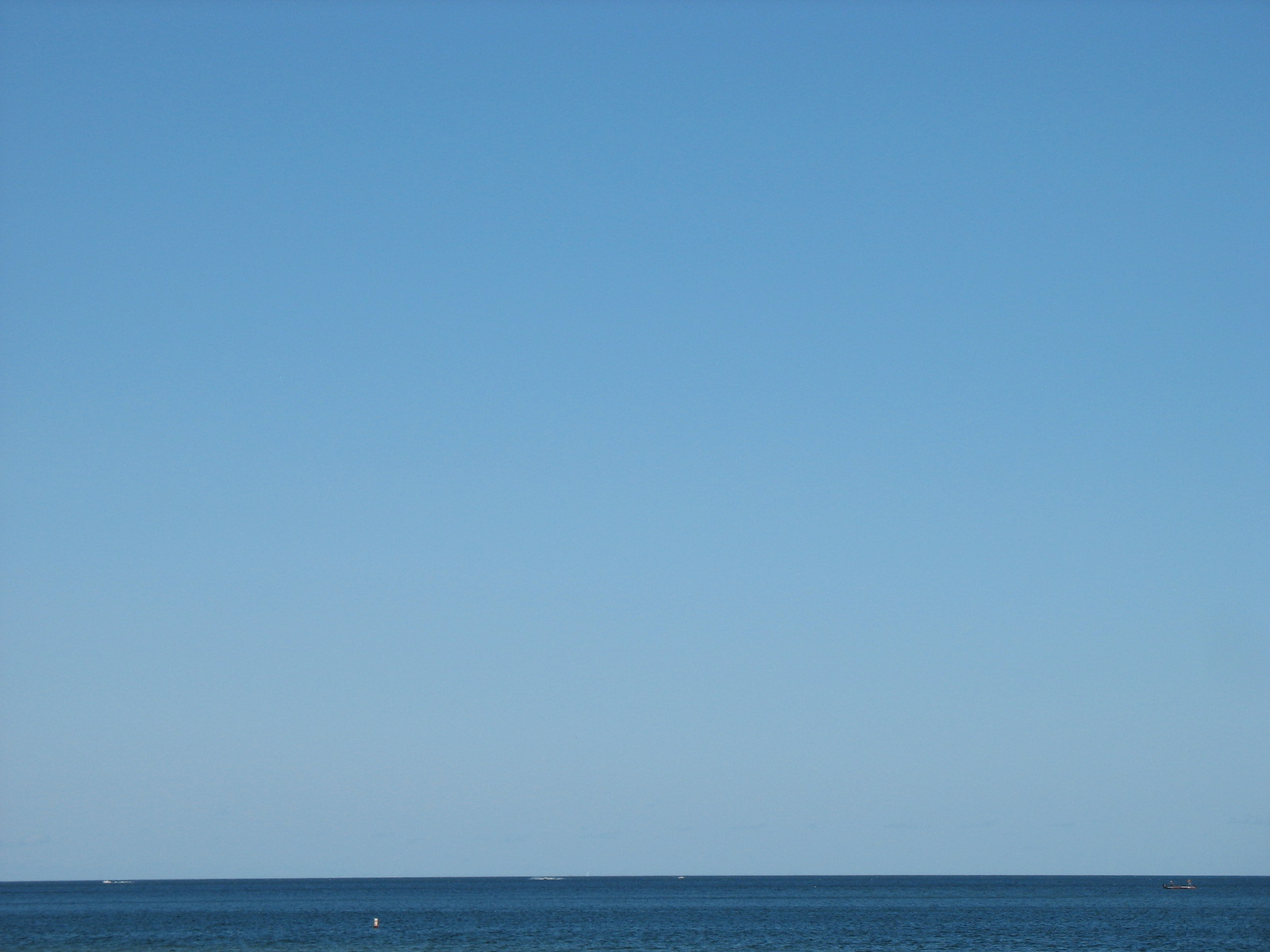
Linea dell'orizzonte sul mare

L'orizzonte (dal greco horizōn (kyklos), "(cerchio) che delimita") è la linea apparente che separa la terra dal cielo, la linea che divide tutte le direzioni visibili in due categorie: quelle che intersecano la superficie terrestre, e quelle che non la intersecano. In molte località, l'orizzonte vero è oscurato da alberi, edifici, montagne, ecc.  e l'intersezione risultante tra terra e cielo si chiama orizzonte visibile.

## Aspetto e uso

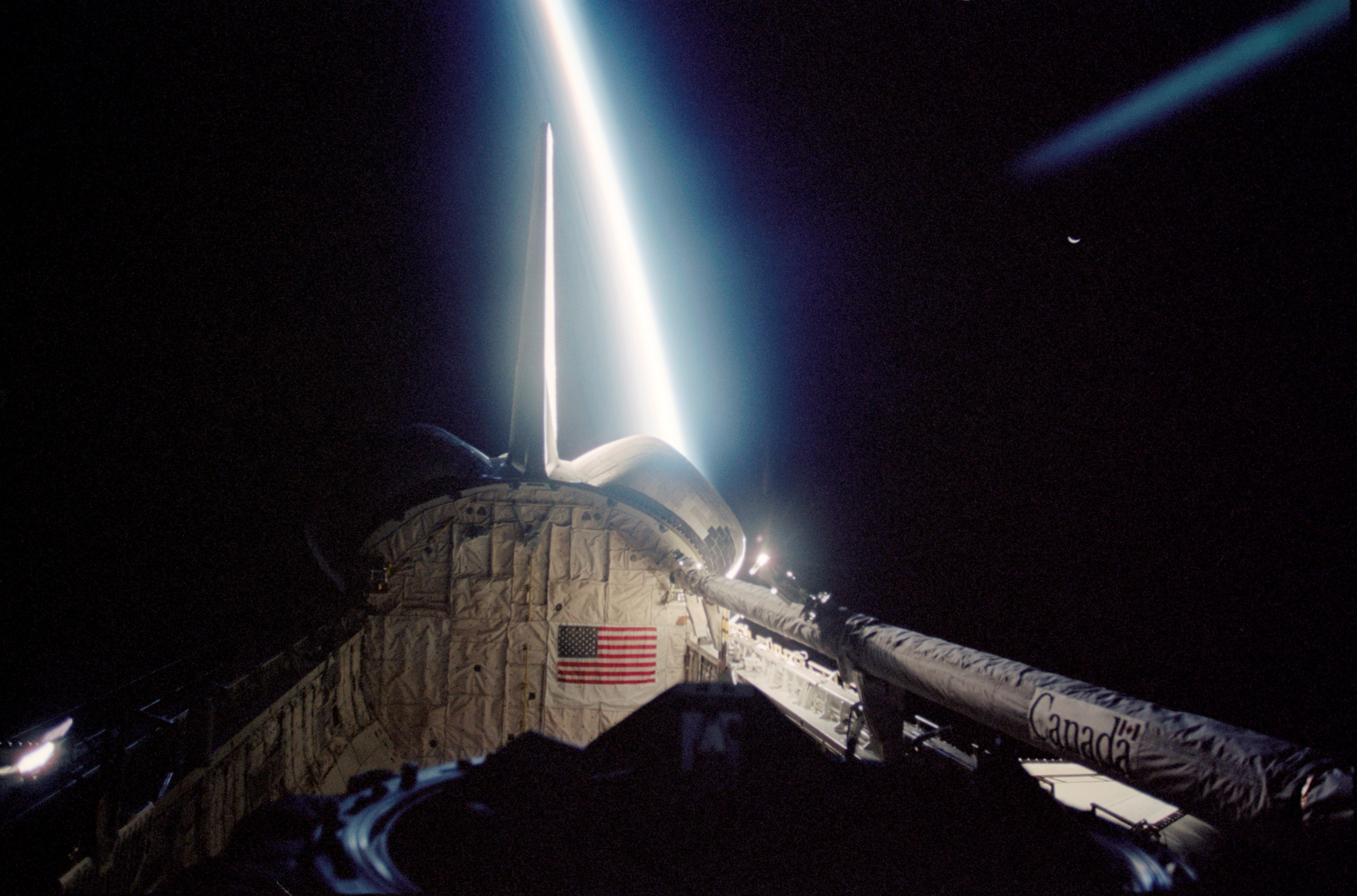
L'orizzonte terrestre visto dallo Space Shuttle Endeavour nel 2002

La distanza dell'orizzonte visibile sul mare è sempre stata molto importante in quanto ha rappresentato la portata massima delle comunicazioni e della visibilità prima dello sviluppo della radio e del telegrafo. Ancora oggi, per poter controllare un aereo in volo con le regole del volo a vista,  il pilota usa la relazione visiva tra la punta del velivolo e l'orizzonte. Inoltre, un pilota può mantenere il suo orientamento spaziale facendo riferimento all'orizzonte.
In molti contesti, specialmente nel disegno prospettico, la curvatura della Terra viene ignorata e l'orizzonte è considerato la linea teorica verso la quale convergono i punti di ogni piano orizzontale (quando proiettati sul piano immagine) al crescere della loro distanza dall'osservatore. Per gli osservatori a livello del mare, la differenza tra questo orizzonte geometrico (che presuppone, a livello del suolo, un piano infinito e perfettamente piatto) e l'orizzonte vero (che presuppone una superficie sferica della Terra) è impercettibile a occhio nudo (ma per qualcuno che guarda il mare da un'altezza di 1.000 metri l'orizzonte vero sarà di un grado circa al di sotto di una linea orizzontale).
In astronomia l'orizzonte è il piano orizzontale passante per (gli occhi del) l'osservatore. È il piano fondamentale del sistema di coordinate orizzontali, il luogo dei punti che hanno un'altezza di zero gradi. Mentre l'orizzonte astronomico è simile in qualche modo a quello geometrico, in questo contesto esso potrebbe essere considerato un piano nello spazio, piuttosto che una linea sul piano immagine.

## La distanza dell'orizzonte
Ignorando l'effetto della rifrazione atmosferica, la distanza dell'orizzonte per un osservatore vicino alla superficie terrestre, espressa in chilometri, è circa
{\displaystyle d(km)\approx 112,9{\sqrt {h(km)}}\,,}
dove h è l'altezza sul livello del mare in chilometri. 
Se, invece, h è espressa in metri, si ha: 
{\displaystyle d(km)\approx 3,57{\sqrt {h(m)}}\,.}
Esempi (ignorando la rifrazione):
- Per un osservatore in piedi sulla terra con h = 1,70 m (altezza media degli occhi), l'orizzonte è a una distanza di 4,7 km.
- Per un osservatore in piedi sulla terra con h = 2 metri, l'orizzonte è a una distanza di 5 km.
- Per un osservatore su una collina o una torre di 100 metri di altezza, l'orizzonte è a una distanza di 35,7 chilometri.
- Per un osservatore posto in cima al Burj Khalifa (828 metri di altezza), l'orizzonte è a una distanza di 102 chilometri.

In effetti questi numeri si hanno grazie al Teorema di Pitagora.
Di conseguenza, prendendo il raggio terrestre di 6371 km e usando il Teorema, possiamo misurare quanta curvatura terrestre c'è, su qualsiasi distanza.
Oltre ai moderni calcolatori di curvatura terrestre, è possibile fare il calcolo a mente, moltiplicando 0.0785 (cm) per la distanza (in km) al quadrato. 
In questo modo conosciamo la curvatura terrestre a livello 0.
ad esempio moliplicando 0.0785 (cm)  x 30(km) x 30= 70,65 (mt)
Scopriamo che su 30 km, ci sono oltre 70 mt ti curvatura terrestre, grazie al Teorema di Pitagora.
Negli esempi sopra elencati, viene applicato il Teorema sul raggio della terra, con l'aggiunta dell'altezza degli occhi, per questo come risultato abbiamo la distanza fino a cui possiamo vedere l'orizzonte.
Quindi se osserviamo a piedi nudi dalla riva, un motoscafo che si allontana dalla costa, lo vedremo iniziare a sparire dietro l'orizzonte a partire da 4.7 km.

### Modello geometrico

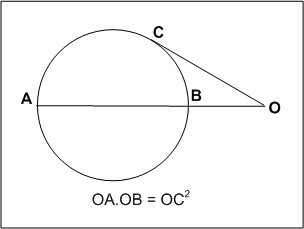
Modello geometrico per calcolare la distanza dell'orizzonte, teorema secante-tangente

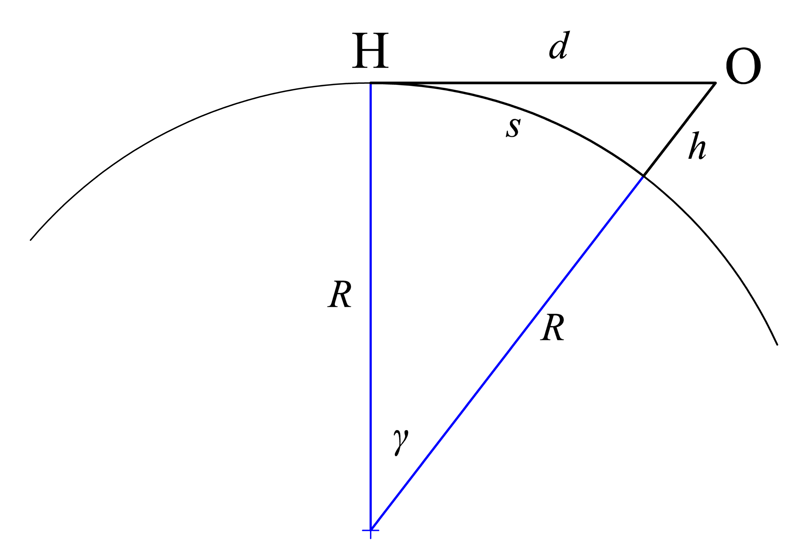
Distanza geometrica dell'orizzonte, teorema di Pitagora

Orizzonte visibile, orizzonte vero e orizzonte astronomico.

Considerando la Terra una sfera senza atmosfera, la distanza dell'orizzonte può essere facilmente calcolata (occorre tener presente che il raggio di curvatura della Terra non è uguale dappertutto).
Il teorema secante-tangente afferma che
{\displaystyle \mathrm {OC} ^{2}=\mathrm {OA} \times \mathrm {OB} \,.}
Effettuare le seguenti sostituzioni:
- d = OC = distanza dell'orizzonte
- D = AB = diametro della Terra
- h = OB = altezza dell'osservatore sul livello del mare
- D + h = OA = diametro della Terra più l'altezza dell'osservatore sul livello del mare

La formula ora diventa
{\displaystyle d^{2}=h(D+h)}
oppure
{\displaystyle d={\sqrt {h(D+h)}}={\sqrt {h(2R+h)}}\,,}
dove R è il raggio della Terra.
L'equazione può anche essere ricavata utilizzando il teorema di Pitagora. Poiché la linea di vista è tangente alla Terra, essa è perpendicolare al raggio all'orizzonte. Ciò crea un triangolo rettangolo, con ipotenusa uguale alla somma del raggio e dell'altezza. Con
- d = distanza dell'orizzonte
- h = altezza dell'osservatore sul livello del mare
- R = raggio della Terra

riferendosi alla seconda figura a destra, si arriva a:
{\displaystyle (R+h)^{2}=R^{2}+d^{2}}
{\displaystyle R^{2}+2Rh+h^{2}=R^{2}+d^{2}}
{\displaystyle d={\sqrt {h(2R+h)}}\,.}
Un'altra relazione implica la distanza s lungo la superficie curva della Terra verso l'orizzonte, con γ in radianti,
{\displaystyle s=R\gamma \,;}
poi
{\displaystyle \cos \gamma =\cos {\frac {s}{R}}={\frac {R}{R+h}}\,.}
da cui possiamo ricavare 
{\displaystyle s=R\cos ^{-1}{\frac {R}{R+h}}\ }   oppure, attraverso la formula inversa,  {\displaystyle h={\frac {R}{cos({\frac {s}{R}})}}-R\,.}
La distanza s può anche essere espressa in termini di distanza della linea di vista d, dalla seconda figura a destra,
{\displaystyle \tan \gamma ={\frac {d}{R}}\,;}
sostituendo γ e riordinando si ha
{\displaystyle s=R\tan ^{-1}{\frac {d}{R}}\,.}
Le distanze d e s sono quasi uguali quando l'altezza dell'oggetto è trascurabile rispetto al raggio (cioè, h ≪ R).

### Formule geometriche approssimative
Se l'osservatore è vicino alla superficie della Terra, allora si può trascurare h nell'espressione (2R + h), e la formula diventa
{\displaystyle d={\sqrt {2Rh}}\,.}
Utilizzando unità metriche decimali e considerando il raggio della Terra 6371 km, la distanza dell'orizzonte è
{\displaystyle d\approx {\sqrt {(12740\ km)\cdot h}}\,,}
da cui
{\displaystyle d(km)\approx 112,9{\sqrt {h(km)}}\,,}
dove d è in chilometri, e h è l'altezza degli occhi dell'osservatore rispetto al suolo o al livello del mare in chilometri.
Se invece h è espressa in metri, si ha: 
{\displaystyle h(km)={\frac {1}{1000}}h(m)\Rightarrow d(km)\approx 112,9{\sqrt {{\frac {1}{1000}}h(m)}}=112,9\cdot 0,03162{\sqrt {h(m)}}\,,}
da cui
{\displaystyle d(km)\approx 3,57{\sqrt {h(m)}}\,.}
Queste formule possono essere utilizzate quando h è molto minore del raggio della Terra (6371 km), comprese tutti i campi visivi da cime di montagne, aerei, o palloni ad alta quota. Con le costanti sopra indicate, le formule sono precise entro l'1% (vedere la sezione successiva per sapere come ottenere una maggiore precisione).

### Formula esatta per una Terra sferica
Se h è significativo rispetto a R, come nel caso della maggior parte dei satelliti, allora l'approssimazione consentita in precedenza non è più valida, ed è quindi richiesta la formula esatta:
{\displaystyle d={\sqrt {2Rh+h^{2}}}\,,}
dove R è il raggio della Terra (R e h devono essere nella stessa unità). Per esempio, se un satellite si trova a un'altezza di 2.000 km, la distanza dell'orizzonte è 5.430 km (3.370 miglia), trascurando il secondo termine in parentesi, si avrebbe una distanza di 5.048 km (3.137 miglia), con un errore del 7%.

### Oggetti sopra l'orizzonte

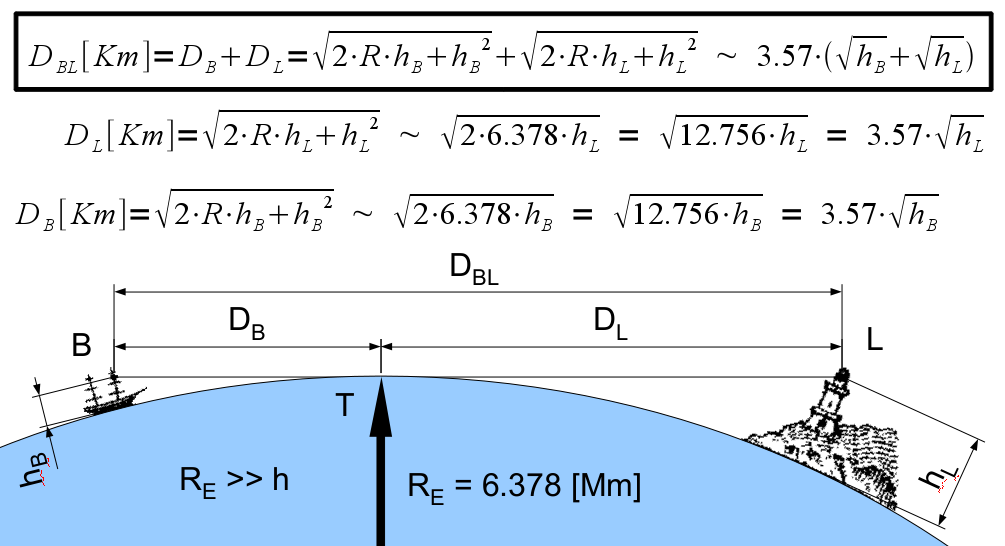
Distanza geometrica dell'orizzonte

Per calcolare l'altezza di un oggetto visibile sopra l'orizzonte, si calcola la distanza dell'orizzonte per un ipotetico osservatore sopra a tale oggetto, e la si aggiunge alla distanza dell'orizzonte dall'osservatore reale. Ad esempio, per un osservatore con un'altezza di 1,70 m da terra, l'orizzonte è a 4,65 km di distanza. Per una torre con un'altezza di 100 m, la distanza dell'orizzonte è di 35,7 km. Così un osservatore su una spiaggia può vedere la torre finché la sua distanza non supera i 40,35 km. Al contrario, se un osservatore su un battello (h = 1,70 m) può appena vedere le cime degli alberi su una spiaggia vicina (h = 10 m), allora gli alberi sono probabilmente a circa 16 km di distanza.
Facendo riferimento alla figura a destra, il faro sarà visibile dalla barca se
{\displaystyle D_{\mathrm {BL} }(km)<3,57\,\left({\sqrt {h_{\mathrm {B} }(m)}}+{\sqrt {h_{\mathrm {L} }(m)}}\ \right)\,,}
dove DBL è in chilometri e hB e hL sono in metri. Considerando la rifrazione atmosferica, la condizione di visibilità diventa
{\displaystyle D_{\mathrm {BL} }(km)<3,86\,\left({\sqrt {h_{\mathrm {B} }(m)}}+{\sqrt {h_{\mathrm {L} }(m)}}\ \right)\,.}

### Effetto della rifrazione atmosferica
A causa della rifrazione atmosferica dei raggi luminosi, la distanza reale dell'orizzonte è leggermente superiore alla distanza calcolata con formule geometriche. Con condizioni atmosferiche standard, la differenza è circa dell'8%. Tuttavia, la rifrazione è fortemente influenzata dai gradienti di temperatura che, specialmente al di sopra dell'acqua, possono variare notevolmente da un giorno all'altro, così che i valori calcolati per la rifrazione sono da considerarsi approssimati.
Il metodo rigoroso di Sweer

La distanza dall'orizzonte è data da
{\displaystyle d={{R}_{\text{E}}}\left(\psi +\delta \right)\,,}
dove RE è il raggio della Terra, ψ è l'abbassamento dell'orizzonte e δ è la rifrazione dell'orizzonte. L'abbassamento è determinato in modo abbastanza semplice da
{\displaystyle \cos \psi ={\frac {{{R}_{\text{E}}}{{\mu }_{0}}}{\left({{R}_{\text{E}}}+h\right)\mu }}\,,}
dove h è l'altezza dell'osservatore rispetto alla Terra, μ è l'indice di rifrazione dell'aria all'altezza dell'osservatore, e μ0  è l'indice di rifrazione dell'aria sulla superficie terrestre.
La rifrazione deve essere trovata mediante integrazione di
{\displaystyle \delta =-\int _{0}^{h}{\tan \phi {\frac {{\text{d}}\mu }{\mu }}}\,,}
dove {\displaystyle \phi } è l'angolo tra il raggio e una linea che attraversa il centro della Terra. Gli angoli ψ e {\displaystyle \phi } sono correlati da
{\displaystyle \phi =90{}^{\circ }-\psi \,.}
Il metodo semplice di Young

Un approccio molto più semplice utilizza il modello geometrico ma con un raggio R' = 7/6 RE. La distanza dell'orizzonte è quindi
{\displaystyle d={\sqrt {2R^{\prime }h}}\,.}
Con il raggio della Terra di 6371 km, con d in km e h in km,
{\displaystyle d(km)\approx 121,9{\sqrt {h(km)}}\,.}
I risultati del metodo Young sono molto vicini a quelli del metodo Sweer, e sono sufficientemente accurati per svariati scopi.

## La curvatura dell'orizzonte

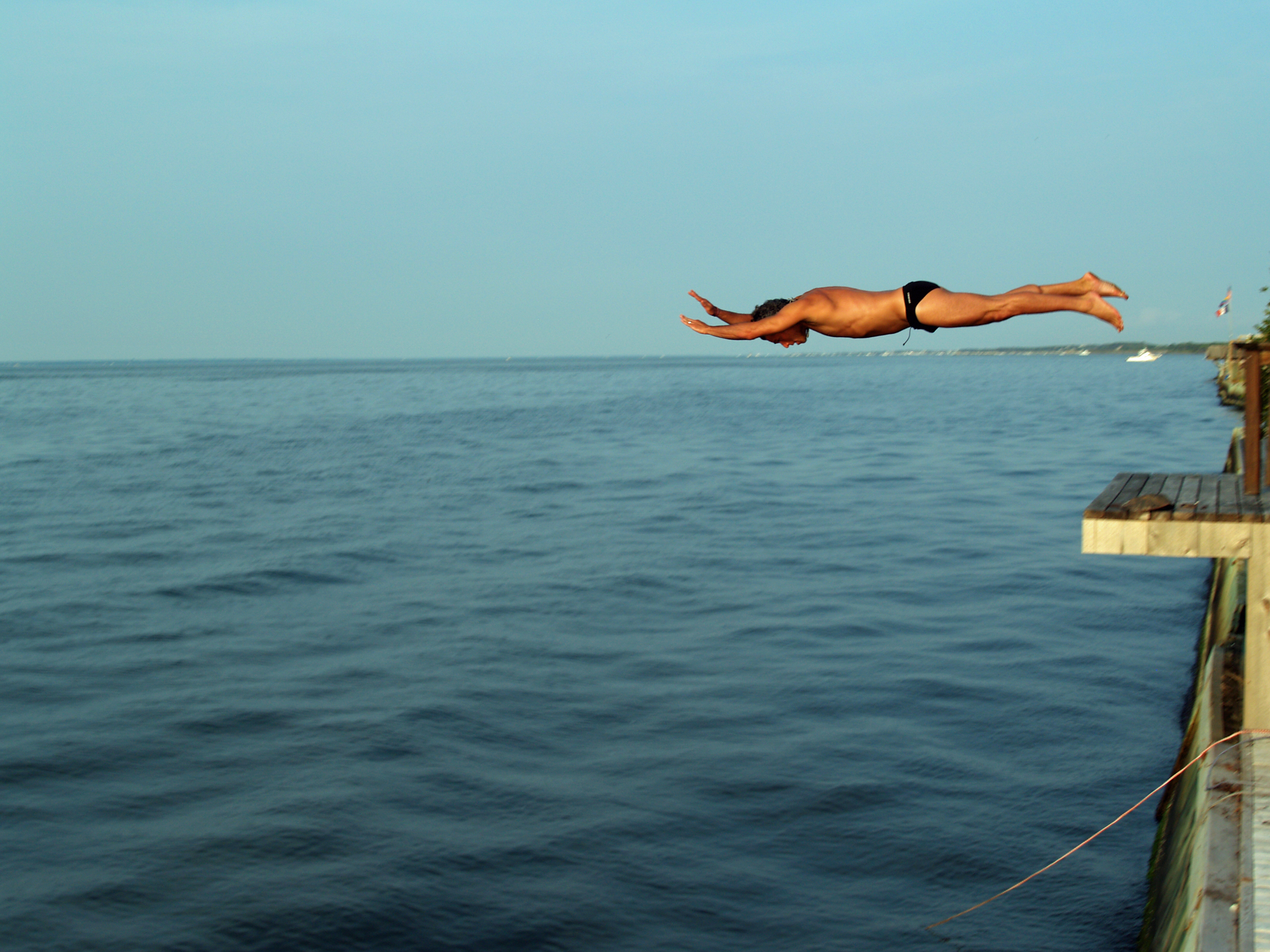
Un tuffatore e, sullo sfondo, la linea dell'orizzonte

Da un punto sopra la superficie della Terra, l'orizzonte appare leggermente incurvato (si tratta di un cerchio, dopo tutto). Esiste una relazione geometrica fondamentale tra questa curvatura visiva {\displaystyle \kappa }, l'altitudine e il raggio della Terra, che è
{\displaystyle \kappa ={\sqrt {\left({\frac {R+h}{R}}\right)^{2}-1}}\ .}
La curvatura è il reciproco del raggio di curvatura angolare in radianti. Una curvatura di 1 appare come un cerchio di raggio angolare di 45° corrispondente a un'altezza di circa 2.640 km sopra la superficie terrestre. A un'altezza di 10 km (33.000 piedi, la tipica altezza di crociera di un aereo di linea) la curvatura matematica dell'orizzonte è di circa 0,056, la stessa curvatura di un cerchio con un raggio di 10 m, osservato da 56 cm. Tuttavia, la curvatura apparente è minore di quella dovuta alla rifrazione della luce nell'atmosfera; inoltre l'orizzonte è spesso mascherato da alti strati di nuvole che riducono l'altezza sopra la superficie visiva.